# Dionysos
Dionysos es una banda de rock francesa formada en 1993 en Valencia, Drôme mientras sus integrantes cursaban el lycée. Interpretan sus canciones tanto en francés como en inglés, y han lanzado seis álbumes de estudio. Son conocidos en Francia por su surrealismo y excentricidad.
Su primer álbum, Happening Songs, fue autoeditado y contenía solamente canciones en inglés. Babet se unió al grupo tras su segundo álbum The sun is blue like eggs in Winter (también autoeditado). En 1999, firmaron con un sello discográfico importante (el ahora desaparecido Trema) y lanzaron Haïku, el cual colocó a la banda en el ojo público, principalmente gracias al éxito del sencillo "Coccinelle".
El nombre de la banda proviene del dios griego Dioniso, (en francés: Dionysos).

## Influencias
Dionysos tiene fuertes influencias no musicales de Tim Burton y Roald Dahl. Muchas de sus canciones son surrealistas y algunas de ellas incluyen letras sin sentido (por ejemplo "Surfin Frog"). Los álbumes Monsters in Love y La mécanique du cœur están ambientados en un mundo surrealista lleno de  monstruos ficticios y otros personajes fantásticos que Mathias Malzieu ha utilizado como escenario para dos libros inéditos. Joann Sfar ilustró el arte de cubierta para los libros y para los dos álbumes. El estilo excéntrico y humorístico de ficción que utiliza Sfar en los cómics de Donjon se presta fácilmente a los álbumes de fantasía-humor de la banda.
El cantante principal, Mathias Malzieu, también es escritor (ha publicado 6 libros en 2003, 2005, 2007, 2011, 2013 y 2016). Su segundo libro (La alargada sombra del amor) está ambientado en el mismo universo del álbum Monsters in Love, y su tercer libro en el del álbum La mécanique du cœur. De la misma manera, hay conexiones entre el álbum Bird 'n' Roll y su cuarto libro, Metamorfosis en el cielo, pero no en la misma medida que en La mecánica del corazón. En 2016 escribió el libro "Diario de un vampiro en pijama" y publicó con el grupo el álbum "Vampire en pyjama", en los cuales refleja la experiencia de haber sido diagnosticado con aplasia medular.

## Miembros
- Mathias Malzieu – voz, ukelele, guitarra, theremín, armónica, glockenspiel

Mathias es el compositor principal y líder de la banda. También ha escrito siete libros - 38 mini westerns (2003), La alargada sombra del amor (2005), La mecánica del corazón (2007), Metamorfosis en el cielo (2011), El beso más pequeño (2013), Diario de un vampiro en pijama (2016) y Una sirena en Paris(2019) 
- Éric Serra Tosio, conocido como Rico – tambores, percusión, sílbidos
- Michaël Ponton, conocido como Miky Biky – Guitarra de ventaja, fonógrafo, banjo, lapsteel, ukelele, programación

Miky Biky coprodujo La mécanique du cœur con Mathias.
- Guillaume Garidel, conocido como Guillermo – bajo, contrabajo, sintetizador
- Élisabeth Maistre, conocida como Babet – voz, violín, llaves, banjo, theremín (miembro desde 1998)

Babet también tiene una carrera como solista y lanzó dos álbumes: Drôle d'oiseau (5 de marzo de 2007) y Piano Monstre (27 de septiembre de 2010).
- Stéphan Bertholio, conocido como Stéphano – banjo, llaves, bajo eléctrico, glockenspiel, ukelele, guitarra de barítono, lapsteel, sierra musical, melodica

Stéphan Trabajó como backliner de la banda mientras se encontraban de gira, pero unió oficialmente en 2002 durante la grabación de Monsters in Love.

## Discografía

### Álbumes de estudio
- Happening Songs (autoeditado, 1996)
- The sun is blue like the eggs in Winter (autoeditado, 1998)
- Haïku (Trema, 1999)
- Western sous la neige (Trema, 2002)
- Monsters in Love (Trema, 2005)
- La Mécanique du Cœur (Barclay, 2007)
- Bird 'n' Roll (Barclay, March 2012)
- Vampire en pyjama (L'Extraordinarium, January 2016)

### Álbumes en vivo
- Whatever the Weather - Concert Électrique (Trema, 2003)
- Whatever the Weather - Concert Acoustique (Trema, 2003)
- Monsters in Live (2007)

### DVD
- Whatever the Weather (2003) – grabado el 30 de mayo de 2003 en 'La Laiterie' en Strasbourg
- Monsters in Live (2007) – grabado el 28 de octubre de 2006 en Le Zénith en París con la orquesta Synfonietta de Belfort

### Otro
- Yoghurt session (1997) – vinilo extremadamente raro
- Soon, on your radio (1998) – un CD de Dionysos junto a Mary's Child y Despondents
- Old School Recordings (Trema, 15 de mayo de 2001) – una colección de grabaciones raras
- Eats Music (Barclay, 12 de octubre de 2009) – otra colección de grabaciones raras, demos y versiones alternativas o en vivo de canciones publicadas anteriormente [3]